# Ocnogyna herrichi
Ocnogyna herrichi är en fjärilsart som beskrevs av Otto Staudinger 1878. Ocnogyna herrichi ingår i släktet Ocnogyna och familjen björnspinnare. Inga underarter finns listade i Catalogue of Life.